# Нутритек
«Нутрите́к» — российская группа компаний, работающая в пищевой промышленности. Активами группы владеет Открытое акционерное общество «Нутринвестхолдинг». Штаб-квартира — в Москве.

## История
Основана в 1990 году. Основателем компании «Нутритек» является бывший заместитель министра сельского хозяйства РФ Георгий Сажинов. Из небольшого предприятия, каким компания была в 1990 году, в начале 2000-х «Нутритек» превратился в крупный холдинг, конкурирующий с признанными лидерами отрасли вроде «Вимм-Билль-Данна», который чиновник окоротил  силами родного министерства. В 2007 году «Нутринвестхолдингом» Сажинов владел уже не один, а в партнерстве с Константином Малофеевым. На Сажинове лежала вся операционная деятельность «Нутритека», а на Малофеева возложили поиск новых инвесторов для компании, вывод холдинга на IPO и т.п.
В апреле 2007 года компания провела IPO, в ходе которого было продано 23,4 % акций. Капитализация компании на конец апреля 2007 года составила $856,3 млн. К середине октября 2008 года капитализация «Нутритека» снизилась почти в 15 раз — до $58 млн, и руководство компании заявило о намерении провести делистинг акций в РТС и на ММВБ. 

### Финансовые трудности
К концу 2009 года «Нутритек» смог достигнуть соглашения по первому плану реструктуризации только с 65 % кредиторов и держателей ценных бумаг. К июню 2010 «Нутритек» сообщил, что не располагает средствами для расплаты со всеми группами кредиторов.
В июле-сентябре 2010 года ОАО «Нутринвестхолдинг» не выполнен ряд обязательств по погашению ценных бумаг.
В июле 2010 года в Арбитражный суд Москвы подан иск, о признании банкротом головной компании «Нутритек» (ОАО «Нутринвестхолдинг»). С января 2011 года компания начала вывод основных активов в компанию «Нутримед Лабораториз», на компанию «Детские и молочные продукты». Вывод активов из управляющей компании ОАО «Нутринвестхолдинг» и компании ООО «ТК Детское и Специальное питание» (поручитель ОАО «Нутринвестхолдинг») планируется завершить к концу 2011 года.
Георгию Сажинову предъявлено обвинение в мошенничестве в особо крупном размере, он объявлен в розыск.

## Собственники и руководство
Крупнейшие акционеры компании — фонды:
- Основатель «Нутритека» Георгий Юрьевич Сажинов
- Прочие инвесторы — 25 %

Управляющий директор компании — Илья Тощенко.

## Деятельность
Группа «Нутритек» выпускает детское питание, сухое молоко, цельномолочную продукцию, питьевую воду и др. Компании принадлежит шесть предприятий в России (в том числе консервный заводом «Динской» в Краснодарском крае, завод «Нутритек» в подмосковной Истре), на Украине, в Эстонии и Новой Зеландии.
Оборот группы в 2004 году составил — около $200 млн. Выручка по итогам 2007 финансового года, завершившегося 31 марта 2008 года, составила $396,9 млн, EBITDA — $75,8 млн .